# Haifas bergbana

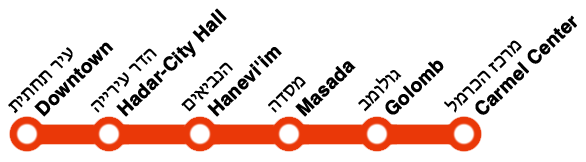
Linjenät för Carmelit

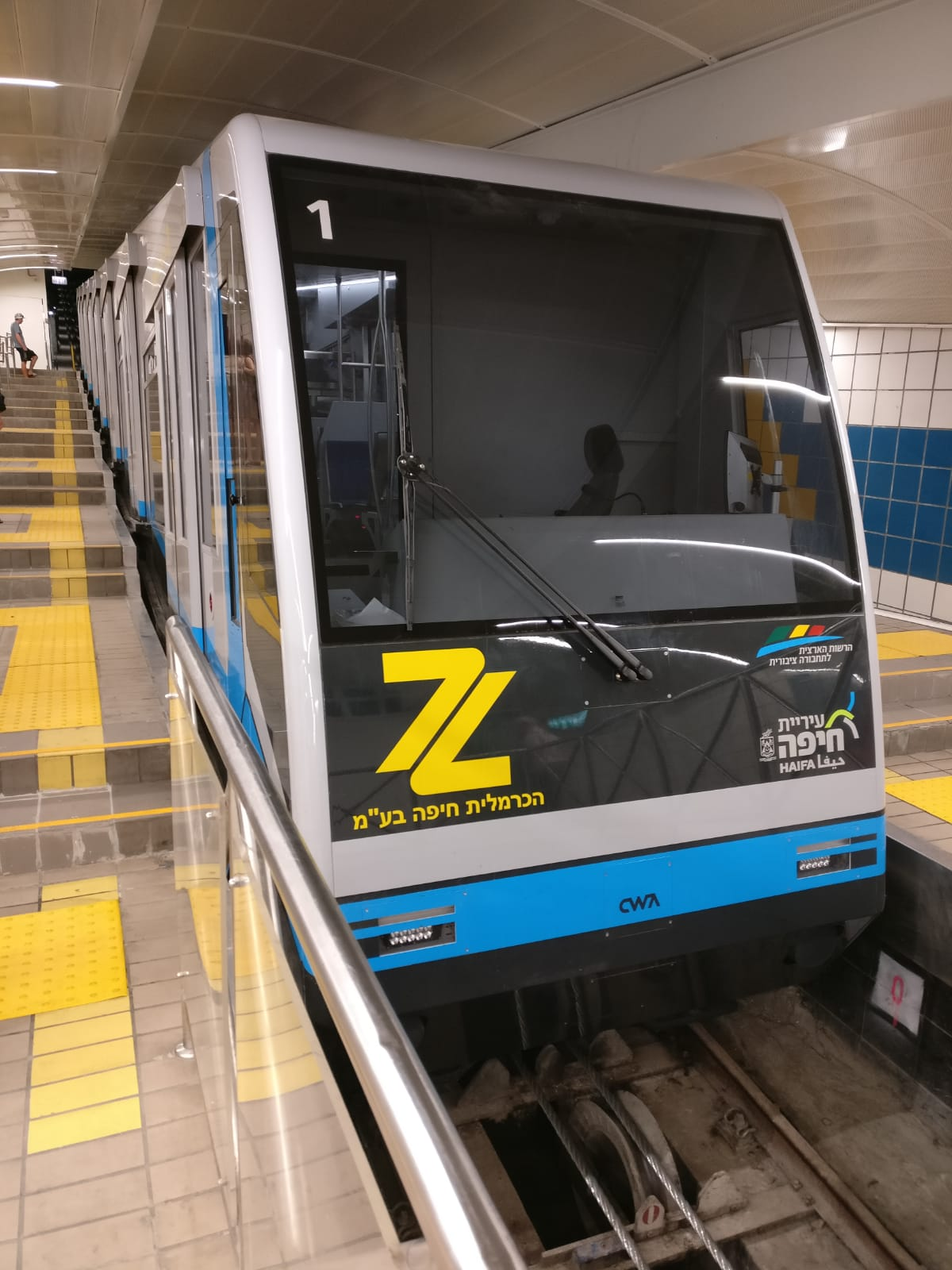

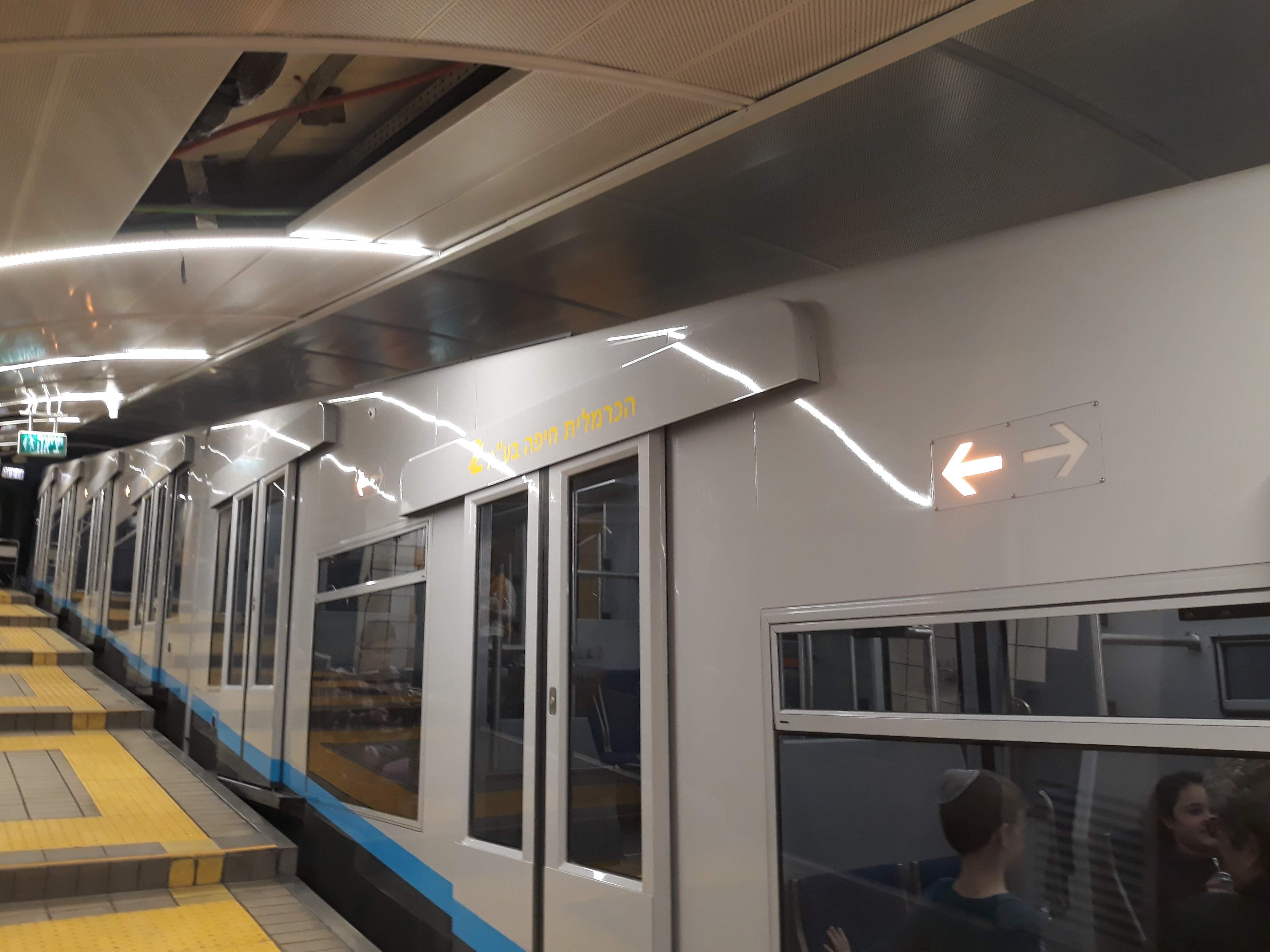

Haifas bergbana (Carmelit) är en bergbana i Haifa i norra Israel. Den öppnades första gången 1959 men var stängd för reparationer 1986-1992 och är 1,8 kilometer.

## Sträckning och funktion
Stora delar av Haifa är byggda på Karmelbergets branta sluttningar och bergbanan är byggd i en tunnel med konstant lutning och tågen är byggda i terrasser för att få golvet plant. Höjdskillnaden mellan den första och sista stationen är 274 meter. 
Bergbanan betjänar bara en liten del av staden, de delar som var kommersiellt viktiga och de största bostadsområdena vid tiden för byggandet 1959. Sedan dess har Haifas befolkning ökat och staden expanderat kraftigt vilket gör att majoriteten av dagens befolkning inte lever nära bergbanan och den är inte speciellt använd. Den når inte heller upp till det nya universitetsområdet högre upp på berget. Olika förlängningar av tunnel och nya linjer har varit under planering men inte genomförts och den mesta kollektiva trafiken i Haifa sker med bussar.

## Stationer
Haifas bergbana består av sex stationer med 30 meter långa perronger och trafikeras av enbart två tåg (med två vagnar) på ett enkelspår. Stationsnamnen visas som brukligt på israeliska tåg med arabisk, hebreisk och engelsk text. Informationen sker dock enbart på engelska och hebreiska.
Stationerna på bergbanan (listade uppifrån och ner):
- Gan Ha'em ("moderns trädgård"): I stadsdelen Carmel Center, nära Haifa zoo och många hotell och restauranger och panoramautsikt över Haifa och hamnen.
- Golomb: Vid bahá’ítrons världscentrum.
- Massada. Vid vetenskapsmuseet.
- Hanevi'im Viktiga affärskvarter.
- Solel Boneh: Vid stadshuset.
- Kikar Pariz (Paristorget). Förvaltningskvarter nära järnvägsstationen och rådhuset.

I varje vagn citeras 3 Mos 19:32 (sv: "Du skall resa dig upp för ett grått huvud och hedra den gamle").

## Öppettider
- Söndag till torsdag: 06:00 - 22:00
- Fredagar och dag före heldag: 06:00 - 15:00
- Lördagar: 19:00 (eller senare när sabbaten slutar) - 22:00

## Tekniska data
- Längd: 1,75 kilometer
- Antal linjer: 1
- Antal stationer: 6
- Längd perronger: 30 meter
- Höjdskillnad: 274 meter